# 이노우에 고세이
이노우에 고세이(일본어: 井上 康生, 1978년 5월 15일~)는 일본의 유도 선수, 지도자이다. 2000년 하계 올림픽에서 하프헤비급 부문 금메달을 획득했으며, 세계 선수권 대회 3회 우승, 아시안 게임 2회 우승을 달성했다. 2008년 전일본 선수권 대회 이후 현역에서 은퇴했으며, 모교인 도카이 대학 유도부를 지도하면서 지도가 경력을 시작했다. 이후 2012년부터 2021년까지 일본 유도 대표팀 감독을 맡으면서 3번의 올림픽 동안 선수들을 지도했다.